# 1960 en Bretagne
 Chronologie de la Bretagne
- 1956
- 1957
- 1958
- 1959
- 1960
- 1961
- 1962
- 1963
- 1964

Cette page recense des événements qui se sont produits durant l'année 1960 en Bretagne.

## Société

### Éducation
- Création du Collège littéraire universitaire à Brest, transformé en faculté des lettres et sciences sociales en 1968[1].

### Naissance
- 1er juillet à Brest : Erwan Le Saëc, dessinateur français de bandes dessinées policières.

### Décès
- 16 février : Adolphe Beaufrère, peintre et graveur. Une grande partie de son œuvre est inspirée par la Bretagne et notamment de la région entre l'Aven et le Blavet[2].

## Infrastructures

### Constructions
- Le pont de La Roche-Bernard est inauguré près de La Roche-Bernard (Morbihan).